# Hermann Barche
Hermann Barche (ur. 29 lipca 1913-28 listopada 2001) – niemiecki polityk należący do Socjaldemokratycznej Partii Niemiec (SPD). 
Od 19 października 1965 do 13 grudnia 1976 (trzy kadencje) był deputowanym do Bundestagu z ramienia SPD. Wybrany z list w Dolnej Saksonii.